# Kliutxovka (Udmúrtia)
|  | Per a altres significats, vegeu «Kliutxovka». |

Kliutxovka (en rus: Ключёвка) és un poble d'Udmúrtia, a Rússia, el 2008 tenia 2 habitants. Pertany al raion d'Alnaixi.